# 阿瓦兹·阿拉克巴洛夫
阿瓦兹·阿拉克巴洛夫·阿克巴尔·奥格卢（1952年6月23日—）是一位阿塞拜疆政治家。
1981年至1984年任财务计划部高级评税主任，1984年至1991年任经济部副部长，1991年曾为苏联养老基金会阿塞拜疆分支主席。1992年至1999年任阿塞拜疆国家社会保障基金会主席。1999年7月至2006年4月任阿塞拜疆财政部长。2000年5月起任新阿塞拜疆党政治委员会委员。